# Osmia claremontensis
Osmia claremontensis är en biart som beskrevs av Michener 1936. Osmia claremontensis ingår i släktet murarbin, och familjen buksamlarbin. Inga underarter finns listade i Catalogue of Life.